# Tetragonia reduplicata
Tetragonia reduplicata är en isörtsväxtart som beskrevs av Friedrich Welwitsch och Oliver. Tetragonia reduplicata ingår i släktet tetragonior, och familjen isörtsväxter. Inga underarter finns listade i Catalogue of Life.